# Lidingö Pink Chargers
Lidingö Pink Chargers var ett svenskt lag i amerikansk fotboll från Lidingö. Laget blev de första svenska mästarna 1985 (inofficiellt SM) och 1986, de var även i SM-final 1988. Laget vann dessutom den första officiella SM-finalen för juniorer 1991.
Klubben var senast i seriespel 1991.
År 2009 bildades en ny klubb på Lidingö med namnet Lidingö Saints som spelade i U19 serien.